# Nowa Różanka (gmina Kętrzyn)
Nowa Różanka (niem. Neu Rosenthal) – wieś w Polsce, położona w województwie warmińsko-mazurskim, w powiecie kętrzyńskim, w gminie Kętrzyn.
Wieś położona jest przy drodze wojewódzkiej nr 650.
Do 1954 roku siedziba gminy Nowa Różanka. W latach 1975–1998 miejscowość administracyjnie należała do województwa olsztyńskiego.

## Historia wsi
Wieś lokowana była na prawie chełmińskim pod koniec XIV w. Po sekularyzacji zakonu krzyżackiego, po likwidacji prokuratorii kętrzyńskiej była poza terenem starostwa kętrzyńskiego. Oznacza to, że wcześniej wieś była poza zasięgiem prokuratorów kętrzyńskich. W średniowieczu i później (jak np. w Starej Różance bracia polscy) przybywali tu polscy osadnicy. Pod koniec XVII w. w Nowej Różance odnotowano takie nazwiska rolników: Piotr Przybysz, Szymon Jurczyk, Jakub Cibura, Staś Nędzian, Michał Jędrasz i Janek Kusy.
W 1817 r. odnotowano, że w Nowej Różance był wiatrak drewniany, który jeszcze jako zabytek był wspomniany w monografii Licharewej wydanej w 1962 r. Po wiatraku nie było już śladu pod koniec XX wieku.
Po 1945 r. Nowa Różanka, a w zasadzie Różana (tak się nazywała wówczas wieś) była siedzibą gminy Nowa Różanka do której należało 36 wsi. Pierwszy wójt tej gminy nazywał się Wojnarowski. Od 1954 r. Nowa Różanka była siedzibą Gromadzkiej Rady Narodowej, którą zlikwidowano 30 czerwca 1968 r.

## Oświata
Szkoła w Nowej Różance wybudowana była w 1895 r. Początkowo była to szkoła jednoklasowa, a w 1939 r. odnotowano tu funkcjonowanie szkoły dwuklasowej. W 1945 r. szkołę w Nowej Różance uruchomiono już we wrześniu, jako jedną z pierwszych na terenie powiatu kętrzyńskiego. W 1970 r. we wsi była szkoła ośmioklasowa i szkoła przysposobienia rolniczego. Po likwidacji Gromadzkiej Rady Narodowej w Nowej Różance następowało zmniejszanie liczby mieszkańców. Szkołę podstawową ośmioklasową zdegradowano do sześcioklasowej, później do czteroklasowej, którą zlikwidowano w 1995 r.

## Inne
Przed 1945 r. mieszkańcy wsi zależnie od wyznania korzystali z różnych parafii: ewangelicy mieli swoją parafię w Czernikach, a katolicy św. Katarzyny w Kętrzynie. Po 1945 r. katolicy należeli do tej samej parafii, a później do parafii św. Jerzego też w Kętrzynie. Dzięki staraniom ówczesnego proboszcza św. Jerzego ks. prał. Mieczysława Żuchnika jeszcze przed 1990 r. podjęto starania o budowę kościoła filialnego w Nowej Różance. Budowę zakończono i konsekrowano kaplicę pw. bł. Franciszki Siedliskiej w 1991 r. Od lat dwutysięcznych kaplica należy do parafii św. Brata Alberta w Kętrzynie.
Z inicjatywy mieszkańców wsi w Nowej Różance w 2005 r. ponownie uruchomiono świetlicę wiejską.